# Ctibor zvaný Moudrá hlava
Ctibor zvaný Moudrá hlava († 29. prosince 1250) byl českým šlechticem, sudím a jedním z iniciátorů odboje proti králi Václavovi I. mezi lety 1248 a 1249.

## Život

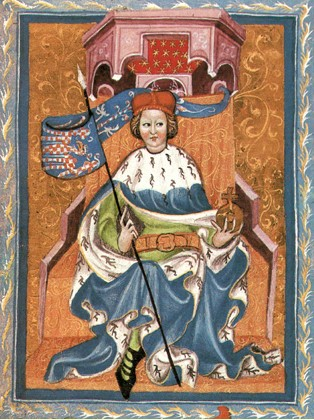
Přemysl Otakar jako moravský markrabě (Gelnhausenův kodex)

O jeho životě není známo téměř nic. Podle svědectví Dalimilovy kroniky se jednalo o šlechtice, který za vlády krále Václava I. zastával hodnost sudího. Podle Dalimila měl také syna Jaroše. Mohlo se jednat o člena rodu Cimburků, jejichž rodové jméno bylo právě Ctibor. Podle Josefa Vítězslava Šimáka se jednalo o Ctibora z Lipníka. Šimák také odmítá ztotožňování Ctibora zvaného Moudrá Hlava s Ctiborem Hlavou z Lošan. Podle Vratislava Vaníčka jeho přízvisko Moudrá hlava naznačuje, že patřil k respektovaným znalcům zemského práva. Mezi lety 1248 a 1249 se stal jedním z iniciátorů vzpoury proti králi Václavovi I. Vratislav Vaníček také uvádí, že s pány přísedícími u soudu mohl dojít k nálezu, že Václav I. prakticky nevládne. Následně se zřejmě podílel na udělení titulu „mladší král” tehdejšímu moravskému markraběti a budoucímu českému králi Přemyslu Otakarovi II.
| „                    | Tehdy velké slovo získal mezi pány Ctibor, šlechtic také Moudrá hlava zvaný, který ve své pýše rozhlašoval všady, že i pánu bohu moh by dávat rady, že Hospodin hojné dary nabízí mu, že ho nepřivede nikdy na mizinu. Ten byl Přemyslovou vzpourou nejvíc vinen, Proti spik se s Jarošem, svým synem. | “ |
| — Dalimilova kronika | |   |

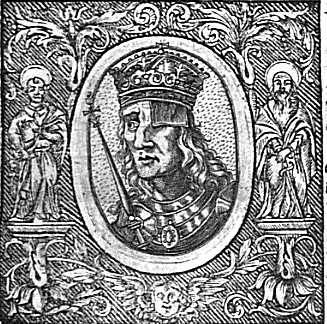
Fiktivní portrét Václava I. z 18. století

Po porážce vzbouřenců roku 1249 se synem Jarošem uprchl do Německa. Roku 1250 ho však blíže nespecifikovaní Němci i se synem vydali do rukou Václava I. Ctibor byl 29. prosince 1250 sťat na Petříně a Jaroš byl před hradbami města vpleten do kola. Byli popraveni i přes omilostnění vzbouřenců Václavem I., protože nebyli přítomni u mírových jednání rebelů s Václavem I.
| „                    | Kníže otci vzdá se, dá se na pokání, Ctibor s Jarošem však uprchnou z Čech včas. … Ctibor s Jarošem byl Němci přijat skvěle, pak však dali oba spoutat do kovů a českému králi vrátili je znovu. Král rozhněván velmi rozhod ve vteřině, jaký vzbouřence má stihnout krutý trest. Ctiboru dal hlavu srazit na Petříně a Jaroši kázal katu v kolo vplést. Ten, který si troufal radit Hospodinu, život nezachránil sobě ani synu. | “ |
| — Dalimilova kronika | |   |